# Bahnstromumformerwerk

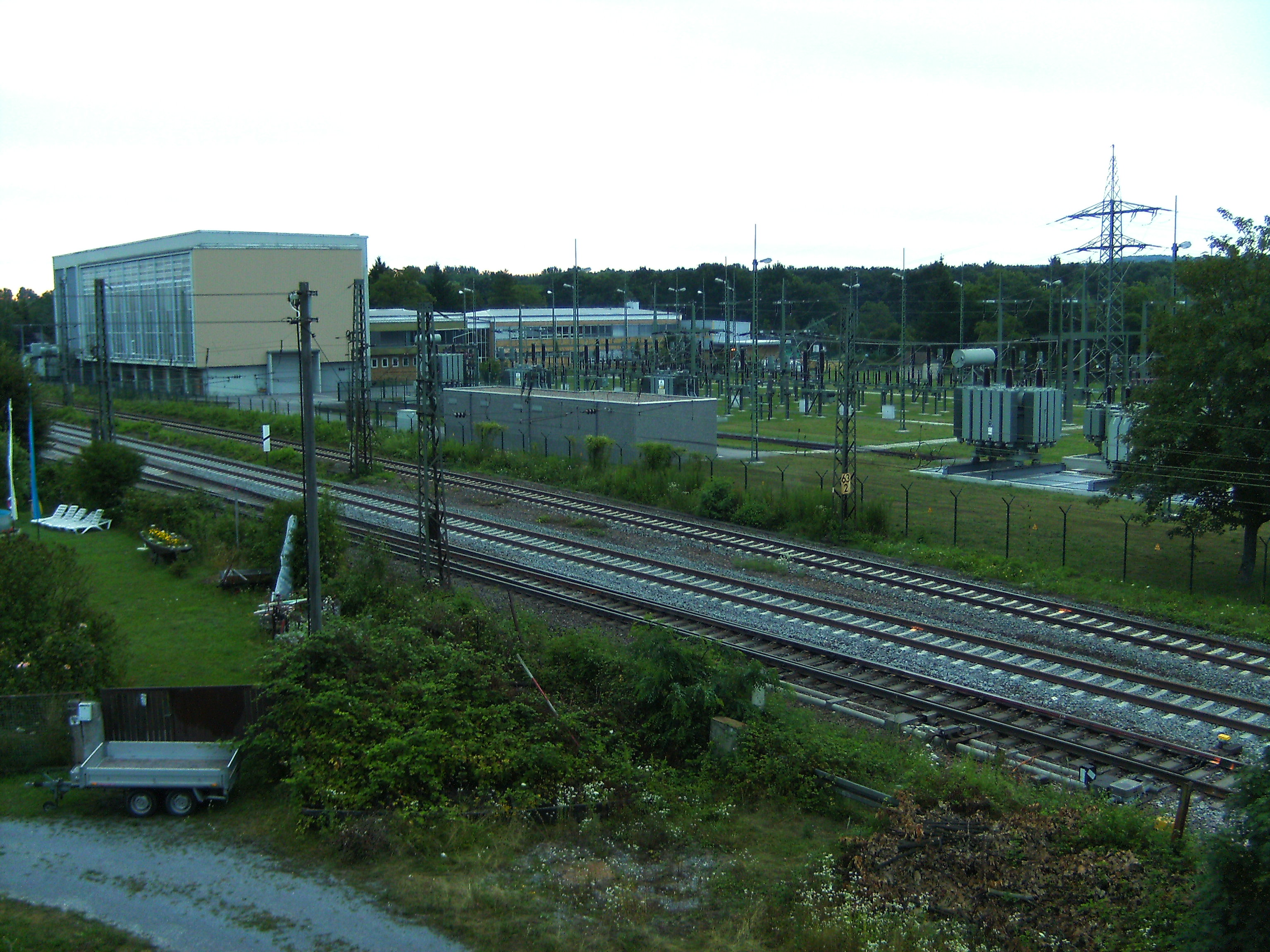
Bahnstromumformerwerk Karlsruhe

Als Bahnstromumformerwerk, auch Umformerwerk, bezeichnet man eine elektromechanische Anlage mit rotierenden elektrischen Maschinen zur Umwandlung von elektrischer Energie aus dem öffentlichen Stromnetz (50 Hz) in Bahnstrom (16,7 Hz) zur elektrischen Versorgung von Schienenfahrzeugen. In einem Bahnstromumformerwerk stehen Umformer, die die Umwandlung mittels eines Elektromotors und eines elektrischen Generators vornehmen.
Bis in die 1920er Jahre waren alle Anlagen zur Speisung von Bahnen, deren Betriebsstrom in Stromart, Frequenz und Phasenzahl nicht mit dem speisenden Netz übereinstimmte, Bahnstromumformerwerke.
Seit den 1920er Jahren werden Gleichstrombahnen von mit Gleichrichtern ausgerüsteten Unterwerken gespeist, erst über Quecksilberdampfgleichrichter, heute praktisch überall über Siliziumgleichrichter.
Für die Versorgung von Bahnen mit Einphasenwechselstrom verminderter Frequenz, wie in Deutschland, Österreich, der Schweiz, Norwegen und Schweden, werden meist Kombinationen aus einem Drehstrom-Asynchronmotor und einem Generator für Einphasenwechselstrom verwendet. Daneben werden auch HGÜ-Kurzkupplungen eingesetzt.
Umformerwerke werden zunehmend durch Umrichterwerke ersetzt, die dieselbe Funktion mittels Umrichtern auf Basis von Leistungselektronik erfüllen. Umformer bieten jedoch gegenüber Umrichtern den Vorteil, dass im Falle eines kurzen Kurzschlusses die Maschine nicht direkt ausfällt. Daher können nicht alle Umformerwerke ersetzt werden.

## Verwendung

### Zentral
Der Strom wird nach seiner Umwandlung in das Bahnstromnetz eingespeist und damit zur Speisung der Oberleitung anliegender Strecken verwendet.
Zentrale Bahnstromumformerwerke findet man in
- Deutschland, u. a. in
  - Borken/Hessen
  - Dresden
  - Chemnitz
  - Lehrte
  - Karlsruhe
  - Nürnberg
  - Saarbrücken
  - Neu-Ulm
- Österreich
- der Schweiz.

### Dezentral
Der öffentliche Strom wird direkt an den Bahnstrecken in Bahnstrom umgewandelt und nicht in ein Bahnstromnetz eingespeist.
Dezentrale Bahnstromumformerwerke für die Bahnstromversorgung werden verwendet in:
- Norwegen
- Schweden
- Mecklenburg-Vorpommern
- Berlin
- Brandenburg
- Teilen Thüringens
- Teilen Sachsen-Anhalts.

im Umformerwerk Karlsruhe
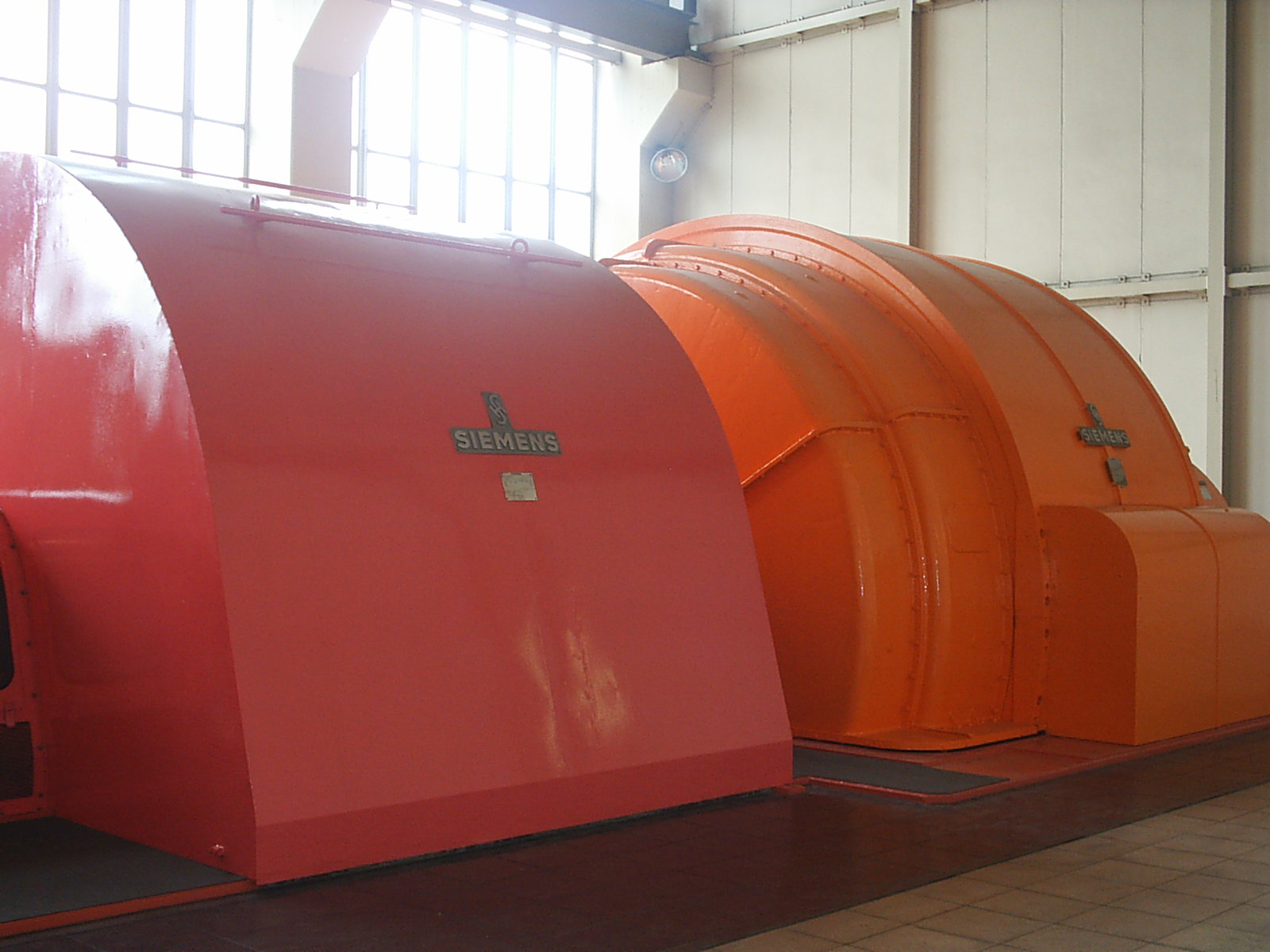
Maschine E2; links der Motor, rechts der Generator. Die Leistung beträgt etwa 25 MW.
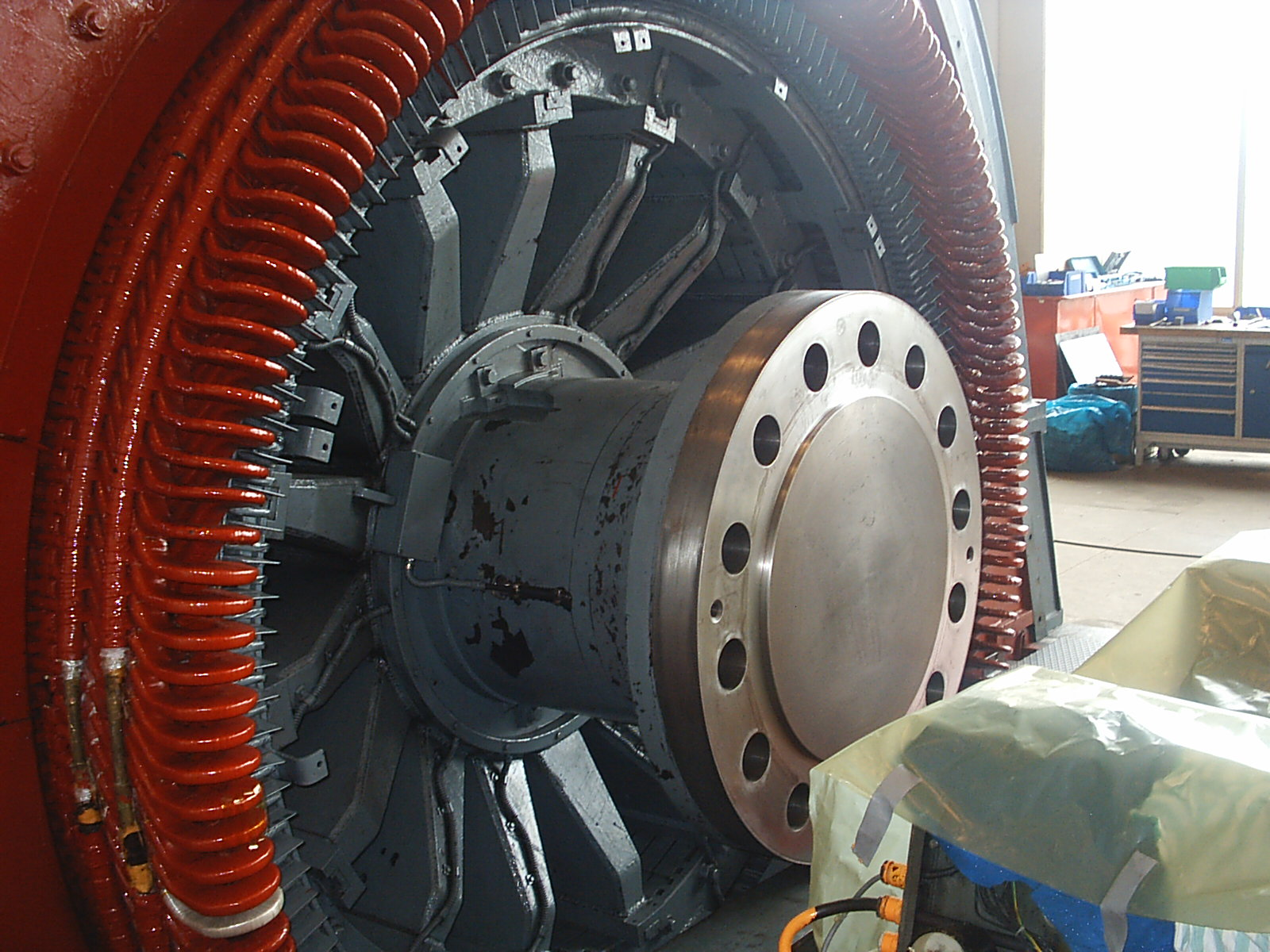
Läufer und die Ständerwicklung der Maschine E1 während Reparaturarbeiten. Normalerweise ist die Welle mit dem Generator verbunden. Die Leistung beträgt etwa 25 MW.
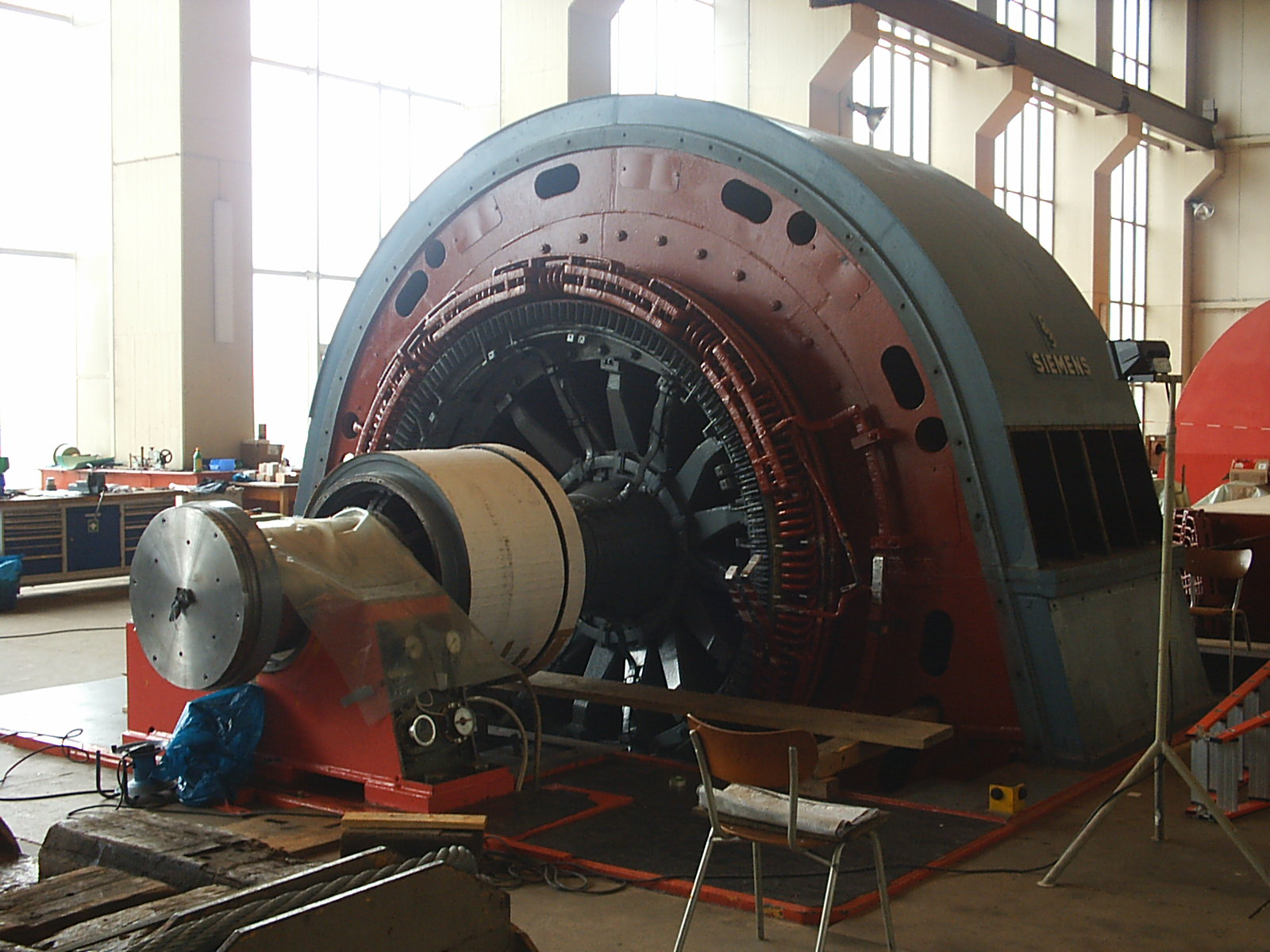
Offener Motor der Maschine E1 während Reparaturarbeiten. An der Verdickung an der Welle liegen im Betrieb die Kohlebürsten an.
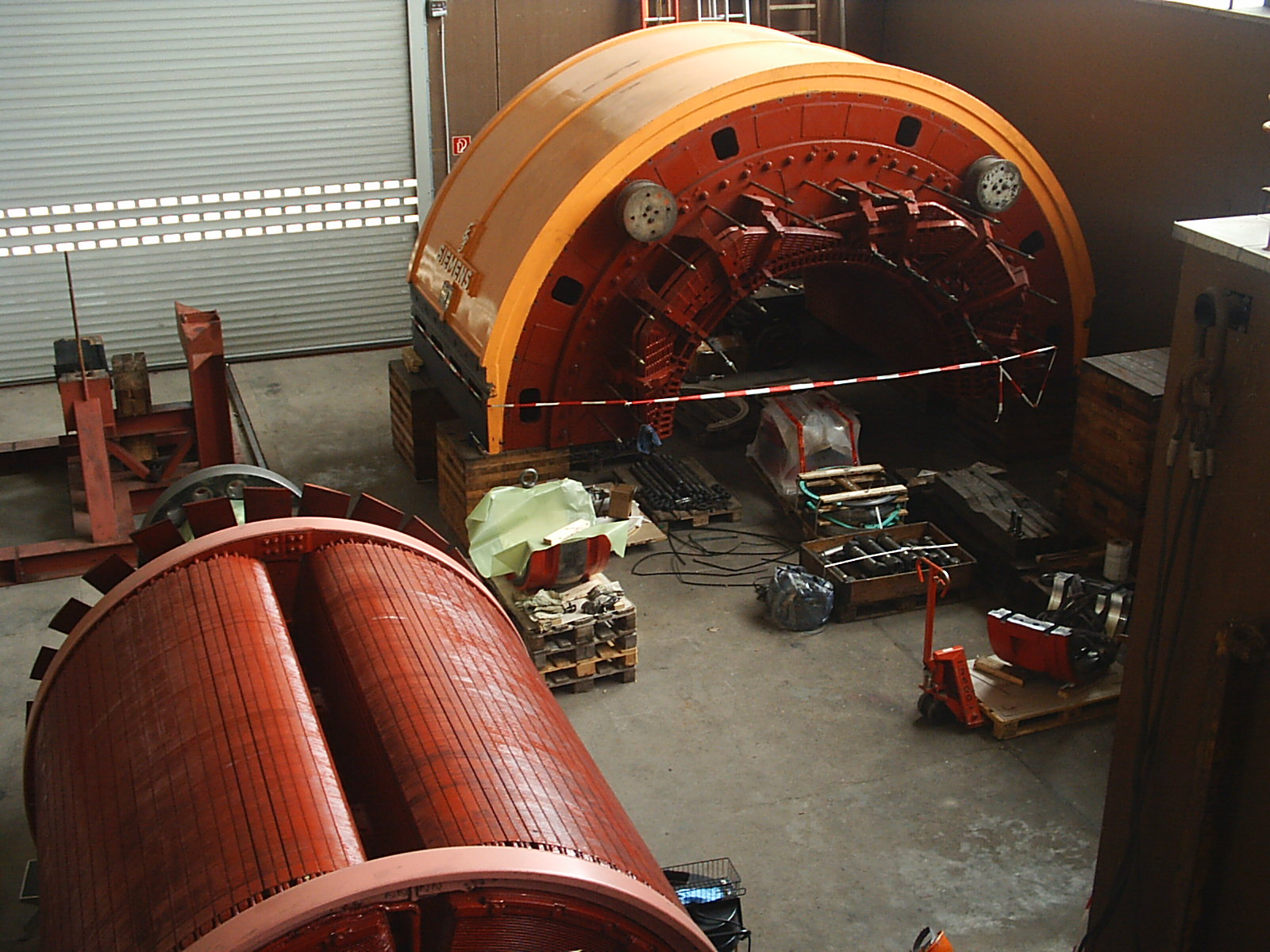
Offener Generator (rechts) und Läufer (links) der Maschine E1 während Reparaturarbeiten
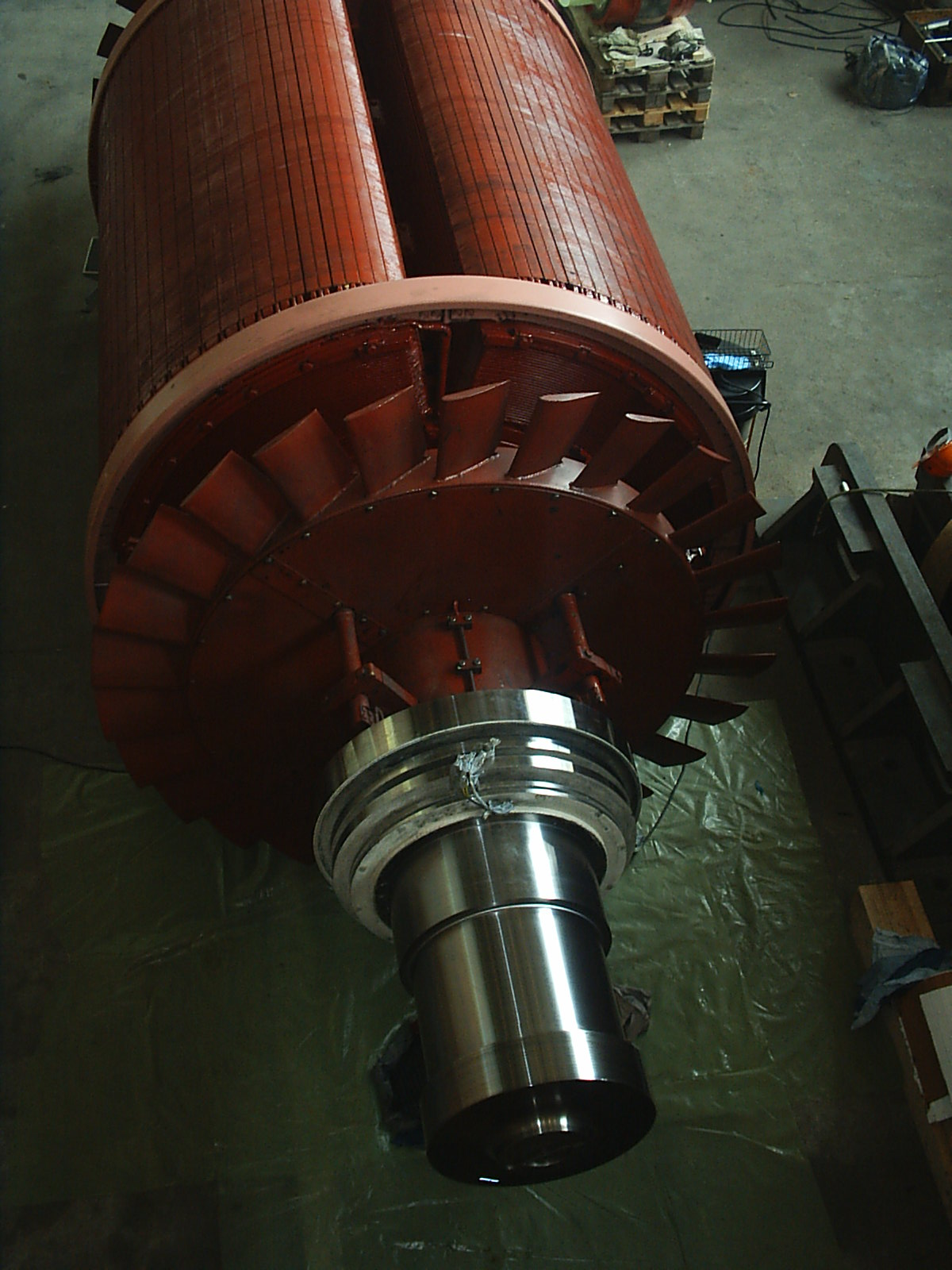
Generatorläufer mit Lüfterschaufel und freigelegter Welle